# Laccoptera caduca
Laccoptera caduca là một loài bọ cánh cứng trong họ Chrysomelidae. Loài này được Borowiec miêu tả khoa học năm 1994.